# Monastyr Trojański

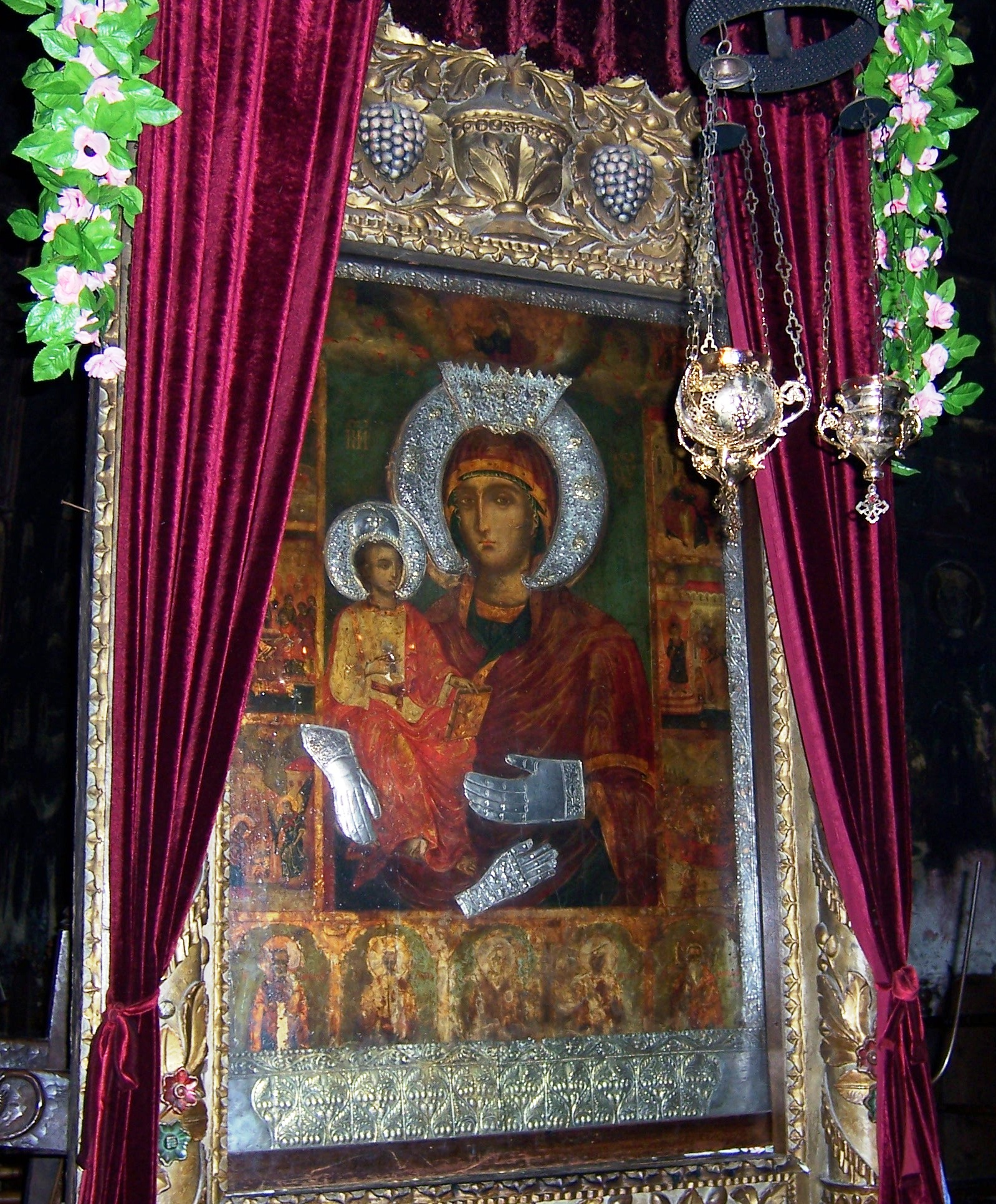
Trójręka Ikona Matki Bożej

Monastyr Trojański (bułg. Троянски манастир) – klasztor prawosławny pod wezwaniem Zaśnięcia Matki Bożej, w Oreszaku (10 km na południe od miasta Trojan) w Bułgarii. 

## Historia
Nie są znane szczegóły powstania monastyru ani dokładny czas tego wydarzenia. Według informacji zawartych w kronice spisanej w 1835 założycielem wspólnoty monastycznej był nieznany z imienia mnich prawosławny, który wybudował dla siebie pustelnię w pobliżu miasta Trojan. Miało to miejsce na przełomie XVI i XVII wieku. Pustelnik, cieszący się powszechnym szacunkiem, z czasem wzniósł również skromną cerkiew Zaśnięcia Matki Bożej, na miejsce przybywali również inni duchowni pragnący go naśladować. 
Do 1830 monaster był kilkakrotnie burzony i odbudowywany na skutek toczonych w regionie wojen. W 1830 uzyskał również przywilej stauropigii, nadany po wizycie delegacji zakonników u patriarchy Konstantynopola z prośbą o wyjęcie klasztoru spod jurysdykcji eparchii łoweckiej. W czasie tureckich rządów w Bułgarii monaster był ośrodkiem ruchu niepodległościowego; mnisi udzielali schronienia poszukiwanym działaczom narodowym i sami angażowali się w działalność tajnych organizacji. 
Monastyr jest ważnym celem pielgrzymkowym i turystycznym. Głównym celem pielgrzymek jest cudowna Trójręka Ikona Matki Bożej, według legendy podarowana przez mnicha udającego się z Góry Atos do klasztoru na terenie dzisiejszej Rumunii.

## Architektura
Monastyr położony jest na wzniesieniu 400 metrów nad poziomem morza. Jego zabudowania reprezentują styl renesansu bułgarskiego, chociaż główna cerkiew kompleksu, wielokrotnie burzona i odbudowywana, pochodzi dopiero z 1835 i nosi wezwanie Zaśnięcia Matki Bożej. Starsza od niej jest kaplica św. Mikołaja. Budynki monastyru wzniesione są z wapienia i cegły. 
Pomieszczenia mieszkalne dla zakonników są cztero- lub trójkondygnacyjne, zestawione w czworobok otoczony wewnątrz krużgankiem. Sklepienia i ściany zewnętrzne w krużganku pokryte są freskami. Autorem zespołu fresków w głównym soborze jest Zachari Zograf, który wykonał również podobne dekoracje w monastyrze Rilskim. Ikony w cerkwi napisał jego brat Dimityr. Zachari Zograf wykonał m.in. ikonostas oraz fresk przedstawiający zebranych wszystkich 27 zakonników przebywających w czasie jego pracy w klasztorze, jak również symboliczne malowidło z wizerunkiem lwa i słonia – znaków siły narodu bułgarskiego. 